# Dawu (Garzê)
Dawu (en tibetano: རྟའུ, wylie: rta 'u, ZWPY: Da'wu) transliterado al chino como Daofu
(en chino, 道孚; pinyin, Dàofú) y antiguamente como Daowu (en chino, 道坞; pinyin, Dào wù) es un condado bajo la administración directa de la Prefectura Garze. Se ubica al oeste de la provincia de Sichuan, en el corazón geográfico de la República Popular China. Su área es de 7026 km² y su población total para 2010 superó los 55 mil habitantes,

## Administración
El Condado Dawu se divide en 19 pueblos que se administran en 7 poblados y 12 villas.

## Toponimia
El topónimo Dawu significa "potro" en tibetano. El nombre del condado se determinó según la topografía. El terreno de la capital del condado se asemeja a un caballo, de ahí su nombre.

## Clima
| Parámetros climáticos promedio de Dawu (1981−2010) | Parámetros climáticos promedio de Dawu (1981−2010) | Parámetros climáticos promedio de Dawu (1981−2010) | Parámetros climáticos promedio de Dawu (1981−2010) | Parámetros climáticos promedio de Dawu (1981−2010) | Parámetros climáticos promedio de Dawu (1981−2010) | Parámetros climáticos promedio de Dawu (1981−2010) | Parámetros climáticos promedio de Dawu (1981−2010) | Parámetros climáticos promedio de Dawu (1981−2010) | Parámetros climáticos promedio de Dawu (1981−2010) | Parámetros climáticos promedio de Dawu (1981−2010) | Parámetros climáticos promedio de Dawu (1981−2010) | Parámetros climáticos promedio de Dawu (1981−2010) | Parámetros climáticos promedio de Dawu (1981−2010) |
| Mes                                                | Ene.                                               | Feb.                                               | Mar.                                               | Abr.                                               | May.                                               | Jun.                                               | Jul.                                               | Ago.                                               | Sep.                                               | Oct.                                               | Nov.                                               | Dic.                                               | Anual                                              |
| -------------------------------------------------- | -------------------------------------------------- | -------------------------------------------------- | -------------------------------------------------- | -------------------------------------------------- | -------------------------------------------------- | -------------------------------------------------- | -------------------------------------------------- | -------------------------------------------------- | -------------------------------------------------- | -------------------------------------------------- | -------------------------------------------------- | -------------------------------------------------- | -------------------------------------------------- |
| Temp. máx. abs. (°C)                               | 22.4                                               | 25.9                                               | 29.9                                               | 28.8                                               | 31.6                                               | 31.2                                               | 33.4                                               | 30.8                                               | 30.3                                               | 27.5                                               | 22.9                                               | 22.0                                               | '                                                  |
| Temp. máx. media (°C)                              | 10.0                                               | 12.3                                               | 15.2                                               | 17.9                                               | 21.1                                               | 22.7                                               | 24.0                                               | 23.8                                               | 21.6                                               | 18.1                                               | 13.7                                               | 10.2                                               | 17.6                                               |
| Temp. media (°C)                                   | -1.6                                               | 1.8                                                | 5.6                                                | 9.0                                                | 12.6                                               | 15.0                                               | 16.1                                               | 15.7                                               | 13.3                                               | 8.9                                                | 2.8                                                | -1.5                                               | 8.1                                                |
| Temp. mín. media (°C)                              | -9.6                                               | -6.3                                               | -2.1                                               | 1.8                                                | 5.7                                                | 9.5                                                | 10.9                                               | 10.4                                               | 8.2                                                | 3.0                                                | -4.4                                               | -9.0                                               | 1.5                                                |
| Temp. mín. abs. (°C)                               | -21.7                                              | -14.7                                              | -12.1                                              | -6.1                                               | -3.7                                               | 0.8                                                | 2.1                                                | 1.9                                                | -1.0                                               | -6.4                                               | -12.4                                              | -18-6                                              | '                                                  |
| Precipitación total (mm)                           | 1.6                                                | 3.2                                                | 11.6                                               | 29.1                                               | 64.2                                               | 135.6                                              | 118.3                                              | 103.2                                              | 104.2                                              | 36.5                                               | 4.8                                                | 1.0                                                | 613.3                                              |
| Humedad relativa (%)                               | 46                                                 | 44                                                 | 48                                                 | 53                                                 | 58                                                 | 68                                                 | 71                                                 | 70                                                 | 71                                                 | 67                                                 | 57                                                 | 51                                                 | 58.7                                               |
| Fuente: China Meteorological Data Service Center   |                                                    |                                                    |                                                    |                                                    |                                                    |                                                    |                                                    |                                                    |                                                    |                                                    |                                                    |                                                    |                                                    |